# Luci Manili
Luci Manili (en llatí Lucius Manilius), pertanyia a la gens Manília, d'origen plebeu.
Va ser pretor l'any 79 aC i se li va donar el govern de la Gàl·lia Narbonense amb rang de procònsol l'any 78 aC. En aquest any va creuar els Pirineus cap a Hispània amb tres legions i 1.500 cavallers, per ajudar a Quint Cecili Metel en la guerra contra Sertori, però va ser derrotat per Hirtuleu un dels generals de Sertori, i es va escapar per poc, arribant gairebé sol a Ilerda.